# 青函渡輪
青函渡輪（日语：／ Seikan renraku sen */?），是1908年至1988年年間，日本青森縣的青森車站與北海道的函館車站間相互運輸的火車渡輪航線，也接載汽車和普通乘客；航線由日本國有鐵道（國鐵）、北海道旅客鐵道（JR北海道）先後經營。
航路名稱為青函航路，橫越津輕海峽，實際距離61海里（113）、旅客營業里程113.0km、貨物營業里程300km。
1988年3月13日，青函隧道通車，青函渡輪開出末班船班後停航。同年6月3日至9月19日短暫復航，之後JR北海道正式廢止此船班；但仍有民營業者使用其他碼頭繼續經營接載汽車和乘客的青函航路渡輪航班。
渡輪停航之後，JR北海道將大部份船隻出售或拆解，但保存了少數船隻開放參觀，分別是位於函館車站旁的第二代摩周丸、青森車站旁的八甲田丸，以及東京都品川區台場船之科學館的羊蹄丸（已於2013年4月拆解）。